# Тоншалово
То́ншалово — посёлок в Череповецком районе Вологодской области. Административный центр Тоншаловского сельского поселения и Тоншаловского поссовета.

## Расположение и транспорт
Посёлок расположен на участке автодороги, соединяющем районный центр Череповец с трассой А114. Расстояние до центра Череповца — 7 км.
Посёлок обслуживается городским автобусом Череповец — Тоншалово.

## История
На месте посёлка То́ншалово когда-то располагалось скотоводческое подворье Череповецкого Воскресенского монастыря. В переписи населения 1710 года Белозерского уезда Новгородской губернии, к которому до придания статуса города Череповцу в 1777 году, относилась территория на которой расположен посёлок, имеется упоминание об этом: «…В сельце Тоншилове двор скотей вновь построен на спорной земле, вне монастырской вотчины. Скотник Михайло Миронов 85 (?), у него жена Марфа 35, дочь Настасья полутора года…» В 1804 году подворье было закрыто, а на его место были переселены 6 семей бывших монастырских крестьян, всего 36 человек. Новую деревню назвали Тоньшалово.
Название деревне дало расположенное рядом Тоншаловское болото. Болото это было раньше озером и в середине его ещё сохранялось небольшое озерцо с топкими берегами, образованными плавающим на воде мхом. 
В 1989 году посёлок Тоншалово получил статус посёлка городского типа. С 1 января 2005 года вновь преобразован в сельский населённый пункт.

## Население
| 2002 | 2010  | 2021  |
| ---- | ----- | ----- |
| 4102 | ↗4517 | ↘4120 |

Тоншалово — второй по количеству жителей населённый пункт Череповецкого района (после Суды).
По переписи 2002 года население — 4102 человека (1939 мужчин, 2163 женщины).
Число жителей по переписи населения 2010 года — 4514 человек (2120 мужчин, 2394 женщины).

## Экономика
Основные предприятия:
- сельскохозяйственный производственный кооператив «Овощной», созданный в 1974 году на базе комбината совхоза «Политотделец»; в 1993 реорганизован в ТОО «Овощное», в 1998 — в СХПК «Овощной»[10]. Кооператив занимается выращиванием в теплицах овощей, которые продаются в Череповец и близлежащие районы[11].
- передвижная механизированная колонна № 2, действует с 1978 года. Занимается строительством, ремонтом и содержанием автомобильных дорог, водохозяйственным строительством, предоставляет транспортные услуги[12].

В 2008 году по решению областного правительства в посёлке началось строительство хлебокомбината.
В 1999 году компания «СервисСтальСтрой» приступила к строительству аквапарка в Тоншалово. Строительство было необдуманно, так как уже на момент начала строительства было ясно, что ни какого водоотведения на данный объект не будет, о чём было указанно районной администрацией. Посёлок находится далеко от рек и прочих водных ресурсов, а также и водоочистных сооружений. В случае ведения объекта в эксплуатацию, жители посёлка стали бы испытывать дефицит водоснабжения. Несмотря на все предупреждения строительство велось. По проекту началось строительство газопровода, который по проекту был должен питать автономную котельную. В 2004 году после обрушения Трансвааль-парка строительство было остановлено и больше не возобновлялось, под предлогом того, что проекты были одинаковы. На данный момент[когда?]

 полуразрушенное здание выставлено на продажу. В 2014 году в г. Череповце был открыт первый аквапарк в Череповце и Череповецком районе.
В сентябре 2021 года открыт Физкультурно-оздоровительный комплекс.
Действуют почтовое отделение связи, телеграф, телефонная станция, отделение Сбербанка.
Благодаря близости к районному центру многие жители Тоншалово ездят на работу в Череповец, посёлок уже воспринимается как отдалённая часть Череповца.

## Культура, образование и социальная сфера
Тоншаловская средняя школа открыта в 1976 году. В посёлке работают «Районная школа искусств», «Дом пионеров и школьников», 2 детских сада, дом культуры, больница с поликлиникой и аптекой.
В Тоншалово расположена «Межпоселенческая центральная библиотека Череповецкого муниципального района».